# جون راسيل (مجدف)
جون راسيل (بالإنجليزية: John Russell) هو مجدف بريطاني، ولد في 3 أغسطس 1935 في لندن في المملكة المتحدة، وتوفي في 22 يناير 2019.

## معرض صور

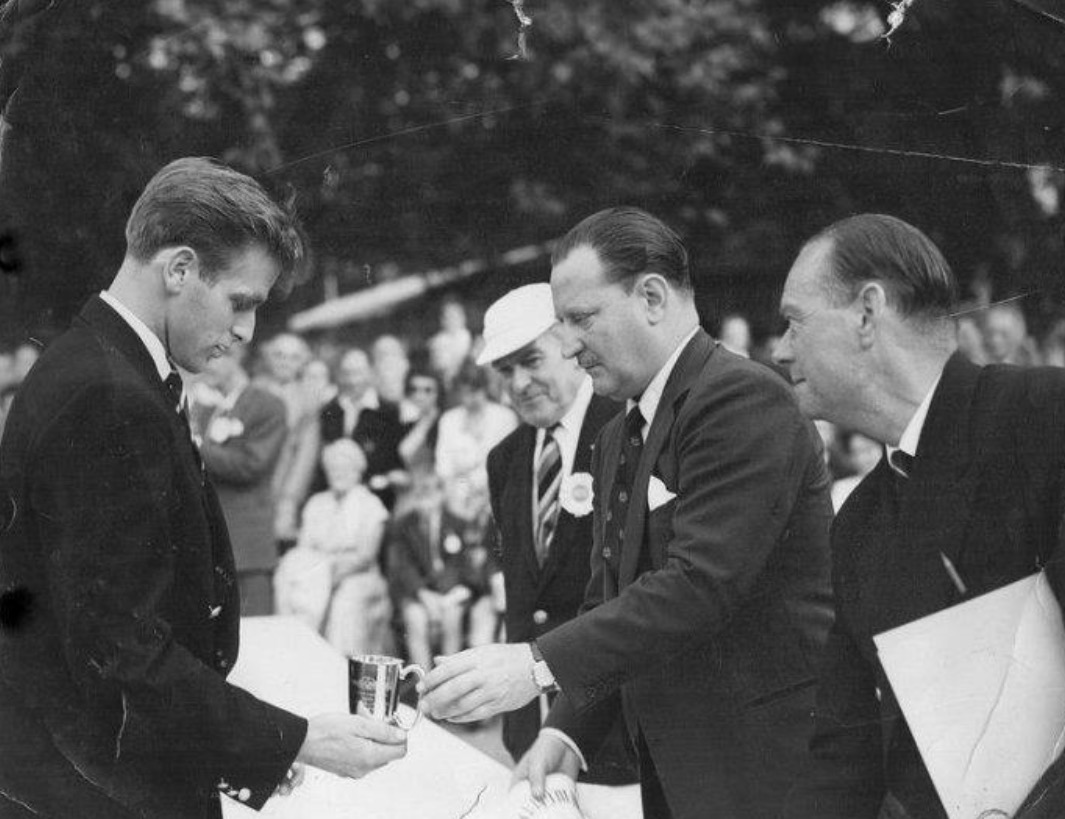
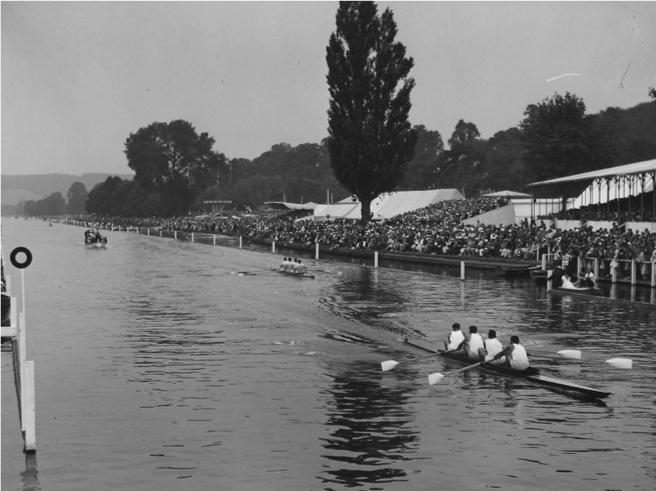
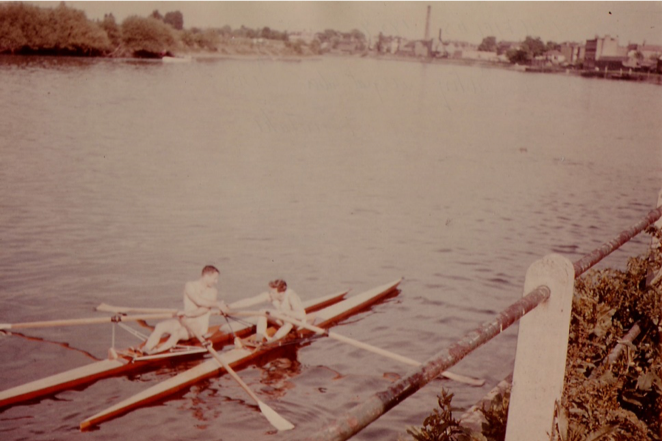
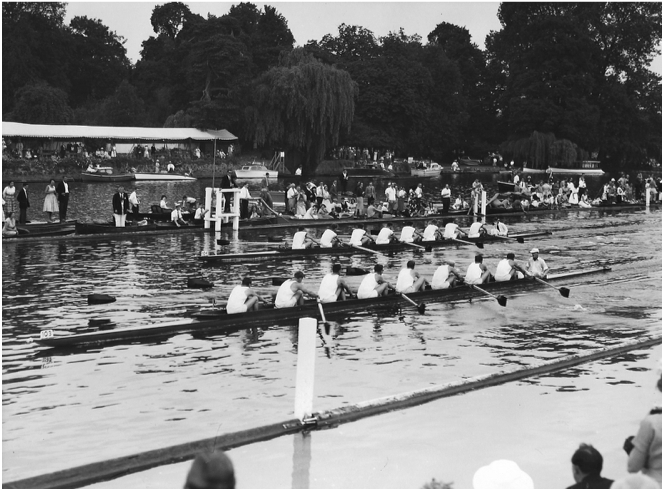
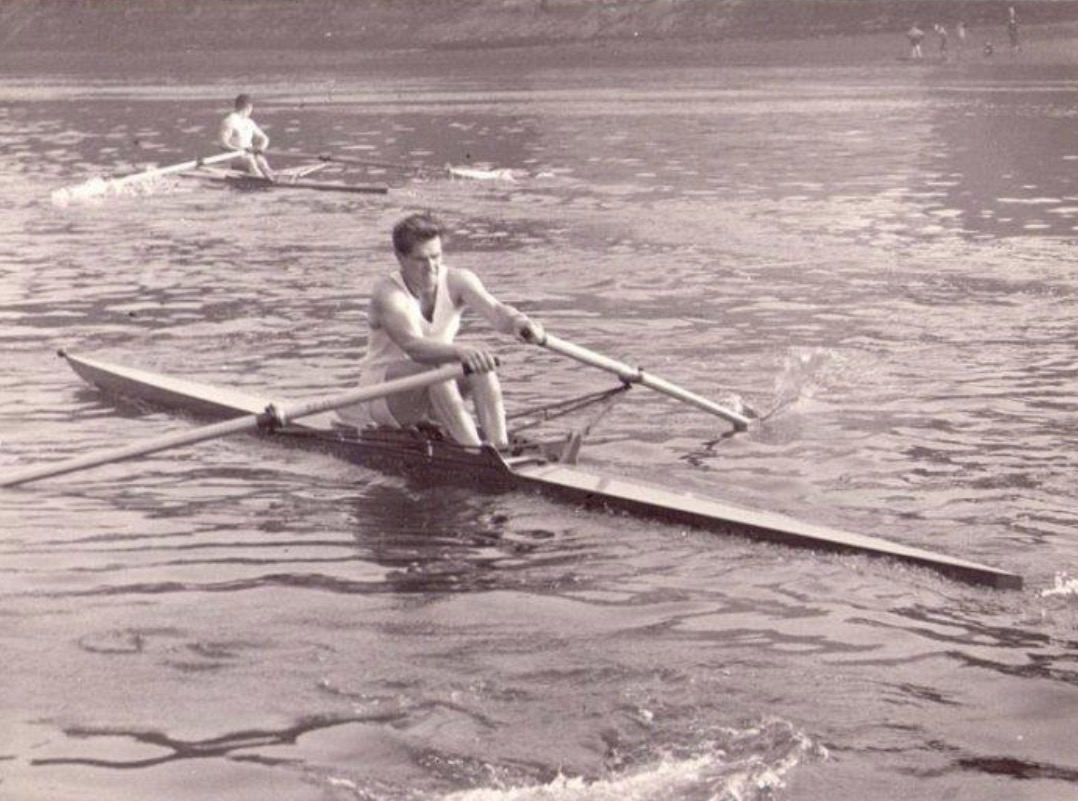

## وصلات خارجية
- جون راسيل على موقع الاتحاد الدولي للتجديف (الإنجليزية)
- جون راسيل على موقع اللجنة الأولمبية الدولية (الإنجليزية)
- جون راسيل على موقع أوليمبيديا (الإنجليزية)
- جون راسيل على موقع اللجنة الأولمبية البريطانية (الإنجليزية)
- جون راسيل على موقع اتحاد ألعاب الكومنولث (مؤرشف) (الإنجليزية)